# Gaujac, Gers
Gaujac är en kommun i departementet Gers i regionen Occitanien i sydvästra Frankrike. Kommunen ligger i kantonen Lombez som tillhör arrondissementet Auch. År 2022 hade Gaujac 75 invånare.

## Befolkningsutveckling
Antalet invånare i kommunen Gaujac
Referens:INSEE